# 坤猜·努汶
坤猜·努汶（1980年10月20日 - ）是一名泰国举重运动员，身高1.70米。2010年，在广州亚运会中以350千克夺得男子105公斤级举重第七名。